# بريدا ميهيليسكو
بريدا في ميهيلسكو (من مواليد 23 مايو 1955) عالم رياضيات روماني اشتهر بإثباته حدسية كاتالان وضلت حدسية كاتالان من دور حل لمدة 158 عامًا.

## سيرة شخصية
وُلِد في بوخارست ،  وهو شقيق <b>فينتيلي ميهيليسكو</b>.
بعد مغادرة رومانيا عام 1973 استقر في سويسرا . درس الرياضيات وعلوم الكمبيوتر في زيورخ وحصل على درجة الدكتوراه من المعهد الفدرالي السويسري للتكنولوجيا في زيورخ في عام 1997. تمت كتابة أطروحة الدكتوراة الخاصة به بعنوان قطع الحلقة الحلقية واختبار البدائية  تحت إشراف اروين انجلر و هندريك لنستر .
لعدة سنوات أجرى أبحاثًا في جامعة بادربورن بألمانيا. ومنذ عام 2005 شغل منصب الأستاذية في جامعة غوتنغن .

## بحث رئيسي
في عام 2002 أثبت ميهايليسكو تخمين كاتالان . هذا التخمين النظري العددي الذي صاغه عالم الرياضيات الفرنسي أوجين شارل كاتالان في عام 1844 ظل دون حل لمدة 158 عامًا. ظهر دليل ميهايليسكو في مجلة كرول في عام 2004.

## ملحوظات
1. 1 2  Stewart 2013
2. ↑  Campbell 2002
3. ↑  Mihăilescu 1997.
4. ↑  Metsänkylä 2004.
5. ↑  Schoof 2008.
6. ↑  Bilu et al. 2014.